# Friedrich Birkendahl
Friedrich Birkendahl (* 19. August 1864 in Solingen; † 9. April 1933 in Dortmund) war ein deutscher Bürgermeister und Mitglied des Provinziallandtages der Provinz Hessen-Nassau.

## Leben
Friedrich Birkendahl war ein Sohn des Solinger Schwertschmiedes Karl Eduard Birkendahl (1833–1889) und dessen Ehefrau Helene Emilie Kunze (1840–1915). 
Bevor er im November 1900 zum Bürgermeister der Stadt Herborn gewählt wurde, war er zunächst in der Preußischen Armee und zuletzt Feldwebel beim 5. Rheinischen Infanterieregiment Nr. 65. Anschließend fand er Beschäftigung im Polizeidienst als Polizeikommissar in Koblenz und Polizeiinspektor in Höchst am Main.
In seine Amtszeit als Bürgermeister fiel eine umfassende Verkehrssanierung und Bautätigkeit sowie die Errichtung der Landesheil- und Pflegeanstalt Herborn. Von 1903 bis 1908 nahm er im Nebenamt die Aufgaben des Amtsanwalts wahr und  war von 1909 an Standesbeamter in Herborn und Mitglied des Kreistages des Lahn-Dill-Kreises.
Zum 1. Juli 1923 wurde er in den Ruhestand versetzt. 
1917/1918 hatte er ein Mandat für den Nassauischen Kommunallandtag des preußischen Regierungsbezirks Wiesbaden bzw. für den Provinziallandtag der preußischen Provinz Hessen-Nassau, wo er Mitglied des Beamten- und Eingabeausschusses war.